# Anatolij Guriewicz
Anatolij Markowicz Guriewicz, ros. Анатолий Маркович Гуревич (ur. 7 listopada 1913 w Charkowie, zm. 2 stycznia 2009 w Petersburgu) – radziecki szpieg.

## Życiorys
W czasie II wojny światowej był członkiem „Czerwonej Orkiestry” – siatki szpiegowskiej byłego ZSRR, działającej na terytorium Belgii, Holandii, Francji i Niemiec.
Zdemaskowany pod koniec 1942 w Marsylii, do kraju został odesłany w 1945. W 1947 został skazany na 20 lat więzienia, po śmierci Józefa Stalina zwolniony, niebawem został ponownie aresztowany i skazany. Około 25 lat spędził w łagrze. W 1991 został zrehabilitowany przez prezydenta Michaiła Gorbaczowa.
Został pochowany na Cmentarzu Bogosłowskim w Petersburgu.